# Rämmens kyrka
Rämmens kyrka är en kyrkobyggnad som tillhör Filipstads församling i Karlstads stift. Kyrkan ligger på en udde i sjön Näsrämmen. Tidigare tillhörde kyrkan Rämmens församling som 1 januari 2010 uppgick i Filipstads församling.

## Kyrkobyggnaden
Träkyrkan byggdes 1781 - 1787 när Rämmen bröts ur Gåsborns församling.
Åren 1840 - 1849 tillkom sakristia och vapenhus samtidigt som korsarmar byggdes till åt norr och söder. Kyrktornet i väster uppfördes 1851 efter ritningar av Carl Georg Brunius och ersatte ett äldre torn.
Kyrkan har väggar klädda med rödmålade spån och ett tak som är belagt med skiffer. Tornet kröns av en förgylld tupp som står på en kula.

## Inventarier
- Fem ljuskronor är från 1700-talet.
- Orgeln med tretton stämmor och två manualer byggdes 1879 av Setterquist & Son Orgelbyggeri. 1946 tillkom nytt spelbord och elektrisk fläkt.
- Altartavlan är en triptyk målad 1946 av Simon Sörman. Tavlans olika motiv är "Kallad av Gud". I mittfältet skildras Jesu dop. I vänstra fältet skildras Abrahams uttåg från Haran och i högra fältet skildras Paulus omvändelse på vägen till Damaskus.

### Webbkällor
- Kyrkor i Karlstads stift Del I, Utgiven av Värmlands Museum och Karlstads stift, 2008, ISBN 91-85224-71-5
- anläggningspresentation
- byggnadspresentation